# Línea 145 (Montevideo)

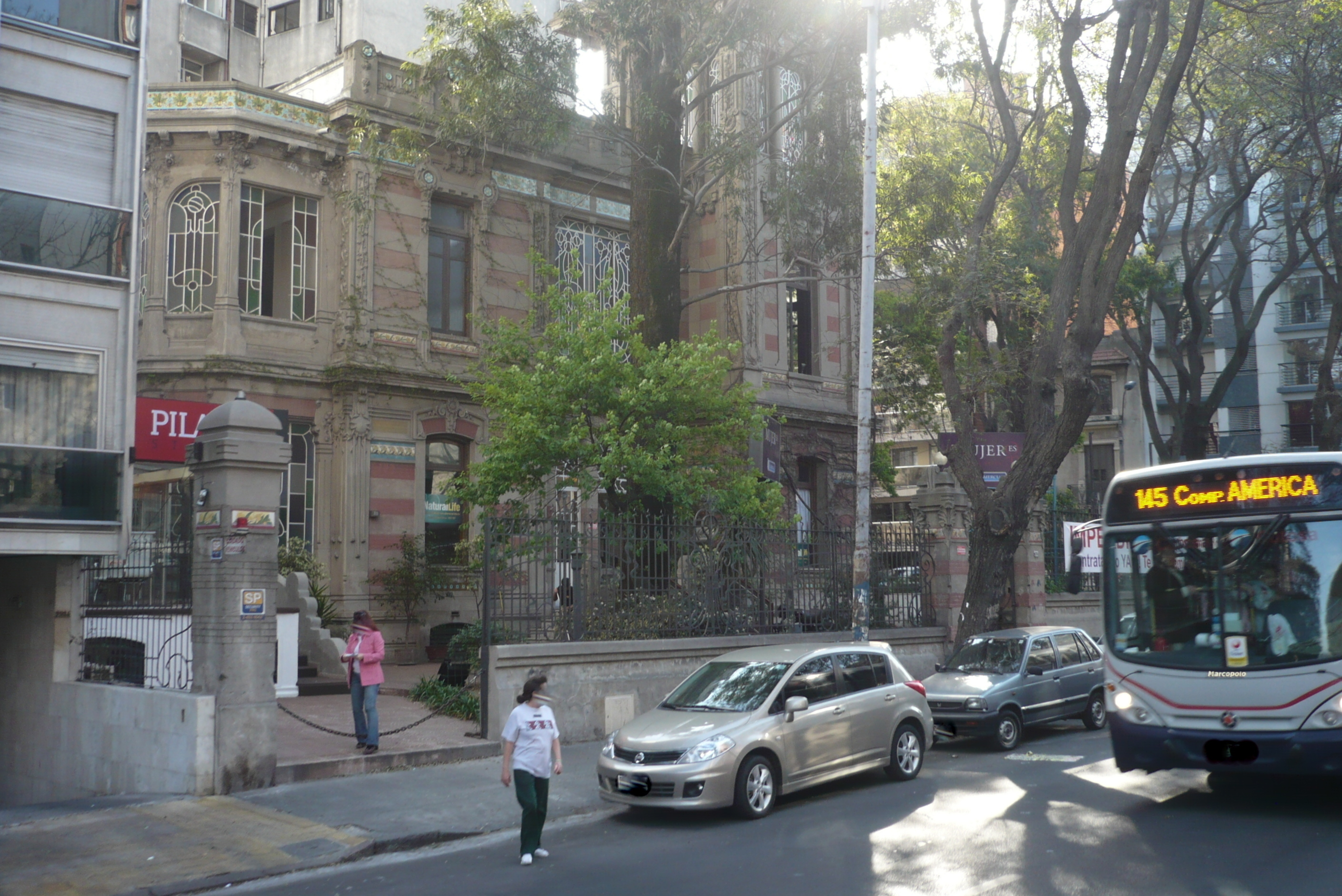
Línea 145 por la Avenida Brasil

La línea 145 es una línea de ómnibus urbana de Montevideo, que une la Plaza España con el Complejo América en Colón. Cuenta con un recorrido de 30 kilómetros, atravesando gran parte de la ciudad.

## Recorridos
Circula en ambos sentidos por los barrios de El Ciudad Vieja, Centro, Cordón, Parque Rodó, Pocitos, La Mondiola, Buceo, La Unión, Bolívar, Cerrito de la Victoria, Aires Puros, Lavalleja, Sayago, Sayago Norte, La Tablada, Conciliación, Villa Colón.
| Ida - Camacuá - Brecha - Buenos Aires - Liniers - Ciudadela - Maldonado - Bulevar España - 21 de Septiembre - Avenida Julio Herrera y Reissig - Avenida Tomás Giribaldi - Bulevar Artigas - Canelones - Avenida Brasil - Juan Benito Blanco - 26 de Marzo - Avenida Luis Alberto de Herrera - Alberto Lasplaces - Avenida Ramón Anador - Bulevar José Batlle y Ordóñez - Avenida Sayago - Camino Ariel - Carafi - Bulevar José Batlle y Ordóñez - Camino Francisco Lecocq - Mario Arregui - Camino Francisco Lecocq - Camino Casavalle - Eduardo Raíz - Lanús - Avenida General Eugenio Garzón - Camino Carmelo Colman - Andén 6 (Terminal Colón) - Avenida General Eugenio Garzón - Calderón de la Barca - Camino Durán - Yegros - Andrés - Padre Juan Bonmesadri - Terminal Complejo América | Vuelta - Andrés - Padre Juan Bonmesadri - Camino Durán - Calderón de la Barca - Avenida General Eugenio Garzón - Camino Carmelo Colman - Andén 3 (Terminal Colón) - Avenida General Eugenio Garzón - 19 de Junio - Eduardo A. Raíz - Camino Casavalle - Camino Francisco Lecocq - Giro en U, pasando Millán - Camino Francisco Lecocq - Bulevar José Batlle y Ordóñez - Carafi - Camino Ariel - Avenida Sayago - Bulevar José Batlle y Ordóñez - Jaime Estrázulas - Avenida Ramón Anador - Washington Beltrán - Ayacucho - Av. Luis Alberto de Herrera - 26 de Marzo - Gabriel Pereyra - Libertad - Bulevar España - Constituyente - Canelones - Camacuá Terminal Plaza España |

## Paradas
| Ida Número de parada → Calle - 4760 Pza. España/ AEBU - 4042 Bartolomé Mitre - 4757 Reconquista - 3242 Florida - 2207 Convención - 2208 Julio Herrera y Obes - 2209 Héctor Gutiérrez Ruiz - 2210 Dr. Aquiles R. Lanza - 2211 Dr. Javier Barrios Amorín - 2212 Lorenzo Carnelli - 5530 Gaboto - 5531 Dr. Emilio Frugoni - 4535 Juan Manuel Blanes - 4086 Dr. Joaquín Requena - 3943 Juan Paullier - 2118 Av. Tomás Giribaldi - 2065 21 de Septiembre - 2066 Bv. España - 2067 Gral. Arq. Alfredo Baldomir - 2068 Canelones - 4077 Simón Bolívar - 4095 Luis B. Cavia - 4096 Libertad - 3975 Santiago Vázquez - 4097 26 de Marzo - 3976 Paulino Pimienta - 3949 José Martí - 3950 Guayaquí - 3951 Manuel Pagola - 3952 Buxareo - 3953 Marco Bruto - 3419 Montevideo Shopping - 3420 Av. Gral. Rivera - 3438 Demóstenes - 4256 F. Rodríguez / Fac. Veterinaria - 3439 Av. Ramón Anador - 3072 Lyon - 3073 Tiburcio Gómez - 3074 Anzani - 3075 Andrés Aguiar - 3084 Magenta - 3085 Comodoro Coe - 3086 Neyra - 3087 Av. Italia - 3088 Azara - 3089 Aguapey - 3090 Ángel María Cusano - 3091 Av. 8 de Octubre - 3092 Juan Jacobo Rousseau - 3093 Av. D. A. Larrañaga - 3094 Emilio Raña - 3095 Cádiz - 3096 Canstatt - 3097 Hosp. Policial - 3098 Av. José Pedro Varela - 3099 Av. Jacobo Varela - 3100 Av. Gral. Flores - 3101 Basilio Araujo - 3102 Francisco Romero - 3911 Av. Gral. San Martín - 3103 Gral. Martín Rodríguez - 3104 Av. Burgues - 4939 Gregorio Sanabria - 4940 José Arechavaleta - 4941 Costanera del Arroyo - 4942 Dr. Alberto Zubiria - 4943 Gambetta - 4944 Avda. de las Instrucciones - 4453 Soria - 4454 Eduardo Pondal - 1691 Pastor - 1692 Lafayette - 4452 Marconi - 5017 Vedia - 1459 Elías Regules - 1460 Cno. Ariel - 1441 Estación Sayago - 1442 Quicuyo - 1443 Av. Gral. Eugenio Garzón - 1401 Carafi - 1402 Bv. José Batlle y Ordóñez - 1403 Capitulares - 1404 Confederada - 1405 Cardenal - 4455 Calle A - 1406 Cnel. José María Navajas - 1407 Cno. Lecocq - 1388 Ariel - 4737 Av. Millán - 1385 Supergas Ancap de La Tablada - 1386 Av. Millán - 1387 Cno. Ariel - 1389 Cno. Lecocq - 1430 Paralela A Rubio - 1412 Antonio María Márquez - 1413 Edison - 1415 Bv. Aparicio Saravia - 1416 Eduardo A. Raíz - 1417 Carve - 1418 Lanús - 1163 Plaza Colón - 983 Sanatorio Cudam - 981 Calderón de la Barca - 5184 Calderón de la Barca - 4225 Yegros - 4715 Senda 4 - 5223 Juan Bonmesadri | Vuelta Número de parada → Calle - 4610 Rodrigo de Triana - 4490 Juan de la Cosa - 4830 Cno. Durán - 4662 Senda 6 - 1422 Yegros - 1421 Calderón de la Barca - 987 Av. Gral. Eugenio Garzón - 1191 Margarita - 1192 Plaza Colón - 4190 Eduardo A. Raíz - 1426 Carve - 1427 Cno. Casavalle - 1428 Bv. Aparicio Saravia - 5146 Cno. Edison - 1412 Antonio María Márquez - 1430 Pla. A Rubio - 1431 Bv. José Batlle y Ordóñez - 1388 Ariel - 4737 Av. Millán - 1385 Supergas Ancap - 1386 Av. Millán - 1387 Cno. Ariel - 1389 Cno. Lecocq - 1390 Cnel. José María Navavaz - 1391 Cardenal - 1392 Confederada - 1393 Capitulares - 1394 Carafi - 1395 Cno. Ariel - 1400 Av. Gral. Eugenio Garzón - 1432 Quicuyo - 1433 Av. Sayago - 1446 Bv. José Batlle y Ordóñez - 1681 Bell - 1682 Lafayette - 1683 Pastor - 1684 Rosalía de Castro - 1685 Cno. Coronel Raíz - 1686 Av. de las Instrucciones - 3110 Gambetta - 3111 Dr. Alberto Zubiria - 3112 Arroyo Miguelete - 3113 Arechavaleta - 3114 Gregorio Sanabria - 3115 Av. Burgues - 3116 Gral. Acha - 3117 Av. Gral. San Martín - 3118 Senaque - 3119 Margarita Uriarte de Herrera - 3120 Av. Gral. Flores - 5034 Av. 15 de febrero de 1985 - 3121 Juan Cruz Varela - 3122 Av. José Pedro Varela - 3123 Hosp. Policial - 3124 Canstatt - 3125 Cádiz - 3126 Emilio Raña - 3127 Monte Caseros - 3128 Juan Jacobo Rousseau - 3129 Av. 8 de Octubre - 3130 Dr. Augusto Turenne - 3131 Luciano Romero - 3132 Juan Ortiz - 3133 Av. Italia - 3134 Florencio Varela - 3135 Comododro Coe - 3136 Pte. Oribe - 3138 Andrés Aguiar - 3139 Anzani - 3140 Tiburcio Gómez - 3141 Lyon - 3142 Washington Beltrán - 3464 Av. Ramón Anador - 3465 Feliciano Rodríguez - 3466 Liber Arce / Fac. Vete. - 3467 Av. Gral. Rivera - 3435 Montevideo Shopping - 3934 Julio César - 4079 Buxareo - 4193 Manuel Pagola - 3978 José Ellauri - 4508 Guayaqui - 3984 Av. Brasil - 3985 Trabajo - 3986 Quebracho - 3987 Bv. España - 3962 Bv. Gral. Artigas - 3963 Acevedo Díaz - 3940 Juan Paullier - 3941 Joaquín de Salterain - 3942 Juan Manuel Blanes - 3873 Yaro - 2217 Minas - 2218 A. Martínez Trueba - 3874 Ejido - 3875 Carlos Quijano - 2219 Río Negro - 3876 Convención - 4758 Plaza España |

## Destinos intermedios
Ida
- U.A.M. (Un arribo sobre 03:45, partiendo desde Batlle y Ordóñez y Av.8 de Octubre)
- Ariel y Sayago
- Batlle y Ordóñez y Av.Gral Flores
- Terminal Colón

Vuelta
- Rivera y Luis A. De Herrera
- 8 de Octubre y Batlle y Ordóñez
- Bv. Artigas y Bv. España